# Камбучі (округ Сан-Паулу)
Камбучі (Cambuci) — округ в центрі міста Сан-Паулу, у субпрефектурі Се. Це переважно житловий район, з кількома комерційними районами, особливо навколо Ларгу-ді-Камбучі та вулиць Лавапіс та Незалежності і проспекту Лінз-ді-Васконселуса. Назва округу походить від назви рослини камбучі, що походить з Атлантичного лісу цього регіону.
| Бразилія | Це незавершена стаття з географії Бразилії. Ви можете допомогти проєкту, виправивши або дописавши її. |